# Masurien-kanalen
Masurien-kanalen er en kanal som forbinder floden Łyna i Kaliningrad oblast i Rusland med søen Mamry i voivodskabet Ermland-Masurien i Polen. 
Den blev bygget mellem 1764 og 1776 under ledelse af Johann Friedrich Domhardt. Den moderniseredes flere gange, særligt i tiåret forud for 2. verdenskrig, hvor kanalen fungerede som en defensiv barriere mellem de sovjetiske og tyske hære. Krigsskaderne er aldrig repareret. 
54°19′16″N 21°28′34″Ø / 54.32111°N 21.47611°Ø